# Trichauxa
Trichauxa es un género de escarabajos longicornios de la tribu Acanthocinini.

## Especies
- Trichauxa albovittata Breuning, 1966
- Trichauxa albovittata descarpentriesi Breuning, 1976
- Trichauxa fusca Breuning, 1957